# Tepuibasis chimantai
Tepuibasis chimantai – gatunek ważki z rodziny łątkowatych (Coenagrionidae). Jest endemitem Wenezueli; stwierdzono go jedynie na Chimantá-tepui na terenie Parku Narodowego Canaima, na wysokości 2200 m n.p.m.